# Minderheiten in Frankreich

Minderheitensprachen und französische Dialekte in Frankreich und Nachbarstaaten

Dieser Artikel befasst sich mit traditionell in Frankreich lebenden Bevölkerungsgruppen – den sog. „alten Minderheiten“ –, die sich von der französischen Mehrheitsgesellschaft als ethnische (sprachliche, religiöse usw.) Minderheiten unterscheiden. Nicht behandelt werden dagegen Migranten aus Europa und aus den außereuropäischen Kolonien Frankreichs, wie sie überwiegend erst in der Zeit nach dem Zweiten Weltkrieg zuwanderten („neue Minderheiten“, siehe etwa: Koreaner in Frankreich).

## Traditionelle Minderheiten
Die Minderheiten in Frankreich sind:
- Basken im Baskenland
- Bretonen in der Bretagne
- Deutsche in Elsass und Teilen Lothringens (Deutsch-Lothringen)
- Flamen um Dünkirchen (Französisch-Flandern) und im Nordosten des Artois
- Katalanen im Roussillon
- Italiener in Alpes-Maritimes
- Korsen auf Korsika
- Okzitanier im südlichen Drittel Frankreichs.
- Über ganz Frankreich verstreut leben die Gens du Voyage (wörtlich: „fahrende Leute“, ein Begriff, der in Frankreich Roma, Yeniches, Manouches und Forains zusammenfasst).

Der Bevölkerungsanteil dieser Gruppen (ohne die Gens du Voyage) wird mit 8,133 Millionen auf 13,9 % beziffert, wovon die Okzitanier etwa 2 Millionen ausmachen.
Zwar gibt es qua Autonomieregelungen im Ausnahmefall (Korsika) besondere Schutzrechte. Die Regel ist aber, keine Ausnahme vom gesamtfranzösischen „Staatsvolk“ zuzulassen. Frankreich hat – neben der Türkei und Griechenland – das Rahmenabkommen des Europarats von 1995 zum Schutz nationaler Minderheiten, „wichtigster Bezugspunkt im europäischen Minderheitenschutzsystem“, bis heute weder in Kraft gesetzt noch überhaupt ratifiziert.
1539 wurde im Edikt von Villers-Cotterêts von König Franz I. festgelegt, dass in Frankreich Französisch (der Dialekt der Île-de-France) gesprochen wird. 1790 erklärte Paris das Französische zur einzigen Sprache der Republik, der Freiheit und der Vernunft und die regionalen Sprachen zu Dialekten (patois).
Seit den 1970/80ern und den Dezentralisierungsgesetzen von 1982 werden Regionalsprachen anerkannt und in begrenztem Umfang in den Schulen unterrichtet. Dies kam nicht zuletzt durch ein Erstarken der regionalen Autonomie- und Unabhängigkeitsbewegungen zustande. Auf Korsika hatte die FLNC dabei sogar zu den Waffen gegriffen und mehrere Terroranschläge verübt. Korsika ist das bislang einzige Departement, das einen regionalen Sonderstatus genießt. Verbesserungen im Bereich der kulturellen Autonomie und der fortschreitenden Dezentralisierung stützen bislang Fortbestand und Wiederbelebung dieser Minderheitssprachen nur marginal. Ein Teil dieser Sprachen bleibt vom Aussterben bedroht.

## Basken
Im französischen Baskenland leben um die 100.000–200.000 Basken im Département Pyrénées-Atlantiques. Von ihnen sprechen allerdings nur noch ein Bruchteil die baskische Sprache.
Das baskische Volk ist durch die Grenze zwischen Frankreich und Spanien getrennt, betrachten die Bewohner des Baskenlands jedoch nach wie vor als eine zusammengehörende Volksgruppe. Die Mehrheit der baskischen Bevölkerung lebt auf spanischen Territorium (ca. 1.000.000). Aber auch hier spricht nur noch etwa ein Viertel ihre Volkssprache.

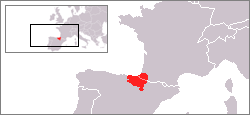
Verbreitung der Basken

Das spanische Baskenland ist seit 1979 eine Autonome Gemeinschaft in Spanien. Die Autonomie dieser Region stützt sich hierbei nicht nur auf den kulturellen und politischen Bereich, sondern auch im Finanziellen. Demzufolge zieht die Autonome Gemeinschaft die Steuern auf ihrem Gebiet selbst ein und führen lediglich eine durch ein bilaterales Abkommen festgelegte Summe an den spanischen Zentralstaat ab. Trotz des guten Autonomiestatuts in Spanien (vor allem im Vergleich zu den französischen Basken) existiert im dortigen Baskenland eine aktive Unabhängigkeitsbewegung. Die bekannteste ist die Terrororganisation ETA, die auch die Vereinigung der Nord- und Südbasken fordern.
In Frankreich gibt es sogar kein département, das ganz baskisch ist. Die drei historischen baskischen Provinzen (Labourd, Basse-Navarre und Soule) befinden sich zusammen mit Béarn und einem kleinen Stück Gascogne im Département Pyrénées-Atlantique.

## Bretonen

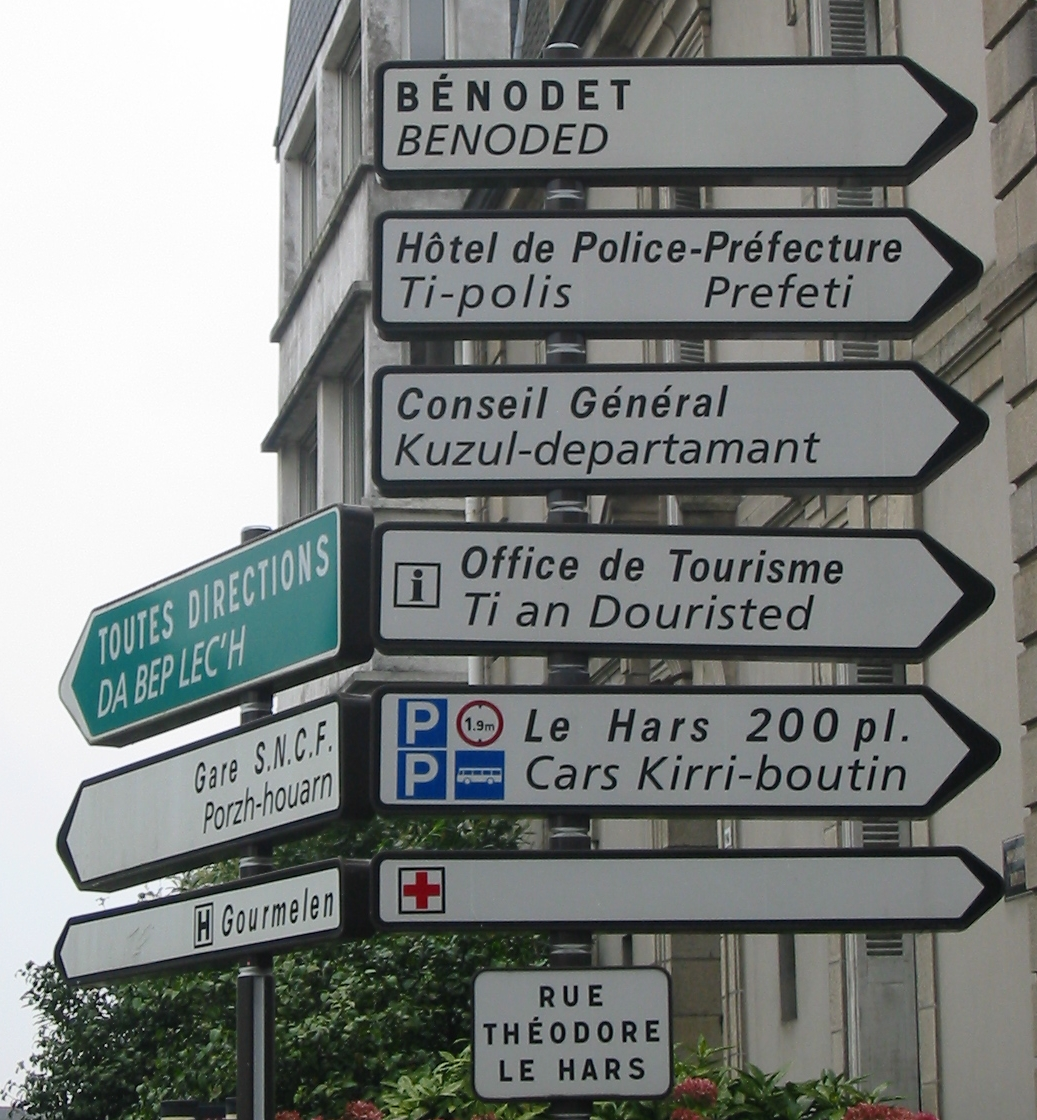
Zweisprachige Wegweiser auf Bretonisch in Quimper/Kemper.

Die heutigen Bretonen in der Bretagne sind teilweise die Nachkommen eines keltischen Volkes. Diese Inselkelten kamen im 5. Jahrhundert aus Großbritannien und brachten ihre Sprache in die Region.
Hauptverbreitungsgebiet der Bretonischen Sprache sind das Département Finistère (Penn ar Bed „Kap der Welt“) und der jeweils westliche Teil der Departements Côtes-d’Armor (Aodoù-an-Arvor „Küsten des Meeresgebiets“) und Morbihan (Mor-bihan „kleines Meer“). Ein Teil der historischen Provinz Bretagne war von Anfang an zweisprachig gewesen, d. h. ungefähr der Ostteil von Côte-d'Armor und der Südwestteil des Départements Ille-et-Vilaine. Es wird dort seit dem Mittelalter nur Gallo und französisch verwendet. Die beiden traditionellen Provinzhauptstädte (Rennes und Nantes) befinden sich beide in einem Gebiet, wo niemals Bretonisch, sondern Gallo gesprochen wurde. Seit dem Mittelalter hat sich die Sprachgrenze zwischen der gallo- bzw. französischsprachigen Bretagne (Haute-Bretagne) und der Bretagne bretonnante oder Basse-Bretagne immer weiter nach Westen verschoben.
Rund 172.000 der 2,3 Millionen Bretonen sprachen 2007 gemäß einer Studie noch Bretonisch. Von ihnen waren 2/3 älter als 60 Jahre und nur 5 % jünger als 15. Der starke Rückgang der bretonischen Sprache ist auch daran ersichtlich, dass vor dem Ersten Weltkrieg noch etwa 90 % der westlichen Bretagne die Sprache beherrschten und nach dem Zweiten Weltkrieg etwa 1,2 Mio. (75 %) des Bretonischen mächtig waren, 2007 waren es noch 22 %.
Ab dem Ende des 19. Jahrhunderts bildete sich in der Bretagne eine regionalistische Bewegung (bretonisch emsav oder emzao), Organisationen wie die Union Régionaliste Bretonne (1898) und Fédération Régionaliste de Bretagne (1918) traten für den Erhalt der bretonischen Sprache und der kulturellen Traditionen der Region ein. Diese Bewegung kamen durch den Ersten Weltkrieg zum Stillstand, in dem verhältnismäßig viele Bretonen ums Leben kamen – dies wird auch darauf zurückgeführt, dass bretonischsprachige Soldaten die Anweisungen ihrer Offiziere nicht verstanden, von diesen verachtet und teilweise bewusst als „Kanonenfutter“ eingesetzt wurden. Im besetzten Frankreich im Zweiten Weltkrieg kollaborierte eine bretonische Minderheit mit den Deutschen, da sie sich mehr kulturelle Freiheiten bzw. Unabhängigkeit erhofften. Diese Kollaboration wurde zum Verhängnis für viele Nationalisten und bot der Pariser Zentralregierung genügend Vorwände, um ein Exempel zu statuieren. In der Nachkriegszeit wurde die bretonische Sprache aus der Öffentlichkeit verbannt und ihre Sprecherzahl nahm drastisch ab. In den 1950er und 60er Jahren erreichte das Ansehen der eigenen Sprache in den Augen vieler Bretonen den absoluten Tiefpunkt: Wie auch in anderen Regionen führten neben dem Druck von außen auch die zunehmende geographische und soziale Mobilität in der bis dahin armen und bäuerlichen Bretagne dazu, dass das Französische zur dominierenden Sprache wurde. Ende der 60er und Beginn der 1970er Jahre erlebten die kulturellen und politische Forderungen der Bretonen eine Renaissance, begünstigt durch die Entwicklung einer vielfältigen bretonischen Musikszene.
Heute gibt es staatliche und private Schulen mit zweisprachigen Schulen (12.782 Schüler zu Beginn des Schuljahres 2016/17) sowie die privaten écoles Diwan mit ausschließlich bretonischer Unterrichtssprache (4242 Schüler zu Beginn des Schuljahres 2016/17). Damit hat sich die Zahl der Schüler in bretonischen oder bilingualen Klassen innerhalb von 10 Jahren fast verdoppelt. Diesen rund 17.000 Schülern stehen allerdings 350.000 Schüler in rein französischsprachigen Schulen gegenüber. Die Mehrheit der Eltern erziehen ihre Kinder heute auf Französisch, 2007 erklärten 35–40 % der bretonischsprachigen Eltern, die Sprache an ihre Kinder weiterzugeben.

## Deutschsprachige

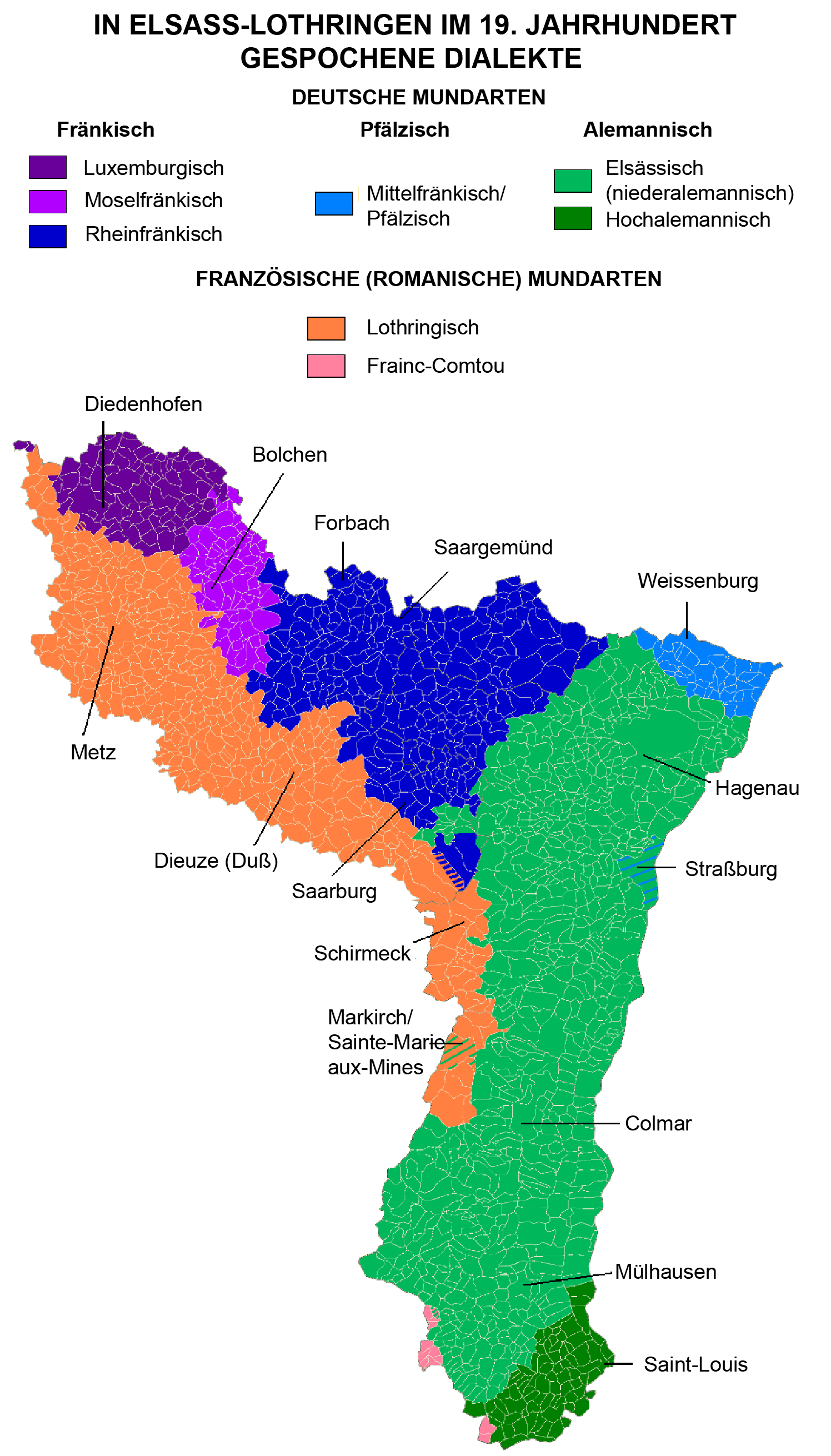
Traditionelle Verbreitung der deutschen (in Blau-, Lila- und Grüntönen) und französischen (orange und rot) Dialekte in den Départements Moselle, Bas-Rhin und Haut-Rhin

Elsässisch und Lothringisch werden in den Départements Bas-Rhin, Haut-Rhin und Moselle gesprochen. Abgesehen von den Regionen um Orbey, Schirmeck, Montreux und Courtavon-Levancourt ist das ganze Elsass traditionell deutschsprachig. Die elsässischen Dialekte sind alemannisch (ausgenommen einem kleinen Teil im Norden, welcher dem Fränkischen zugeordnet wird) und unterscheiden sich nicht stark von den Dialekten auf deutscher Seite entlang der Grenze zwischen Deutschland und Frankreich, jedoch ist das Elsässische vom Französischen beeinflusst. Sowohl die Dialekte im Elsass als auch im Département bilden keine kohärente Gruppe.
Von den 1,9 Millionen Bewohnern des Elsass sprachen 2022 46 % – gut 900.000 Menschen – Elsässisch fließend oder gut. Hochdeutsch beherrschten 54 %. Eine Studie von 2001 ergab, dass noch 61 % der Elsässer den Dialekt beherrschen (1945 waren es über 90 %). Dabei wurde ein Stadt-, Landgefälle sowie ein Gefälle zwischen Jung und Alt festgestellt:
über 60 Jahre alt: 86 % der Bevölkerung sprechen auch Elsässisch
50–60 Jahre: 77 %
40–50 Jahre: 70 %
30–40 Jahre: 60 %
20–30 Jahre: 38 %
10–20 Jahre: 25 %
unter 10 Jahre: 5–10 %
Nach dem Zweiten Weltkrieg erlebte die Verwendung der deutschen Sprache im Elsass und Lothringen einen starken Rückgang. Die deutschsprachige Minderheit in Frankreich war die einzige in Europa, die in den Schulen über keinen muttersprachlichen Unterricht verfügte. Über viele Jahrzehnte wurde Deutsch in Form des Hochdeutschen im Elsass und Lothringen als Fremdsprache im Optionalbereich unterrichtet, und die deutsche Sprache fehlte fast völlig in lokalen Medien und ganz und gar im Verwaltungswesen. Das führte sukzessive zu einem Rückgang der Elsässisch- und Hochdeutschkenntnisse in den jüngeren Generationen. Auch heute wird die deutsche Sprache im Elsass in den meisten Schulen nur als Fremdsprache unterrichtet, doch gibt es inzwischen einige bilinguale Schulen, so genannte ABCM-Schulen. Seit einigen Jahren gibt es auch zweisprachige Straßenschilder, wobei der elsässische Dialekt den Vorzug vor dem Hochdeutschen erhielt. Zudem gibt es staatlich geförderte Kurse, in denen Elsässisch gelehrt wird.
Fränkische Dialekte (Lothringisch: Luxemburgisch, Moselfränkisch, Rheinfränkisch) werden noch vereinzelt im Osten und Norden des Départements Moselle gesprochen. Die letzte Zählung von 1962 ergab, dass 300.000 Lothringer einen fränkischen Dialekt beherrschten. Im übrigen Lothringen wird noch vereinzelt das romanische Lothringisch gesprochen.

## Flamen

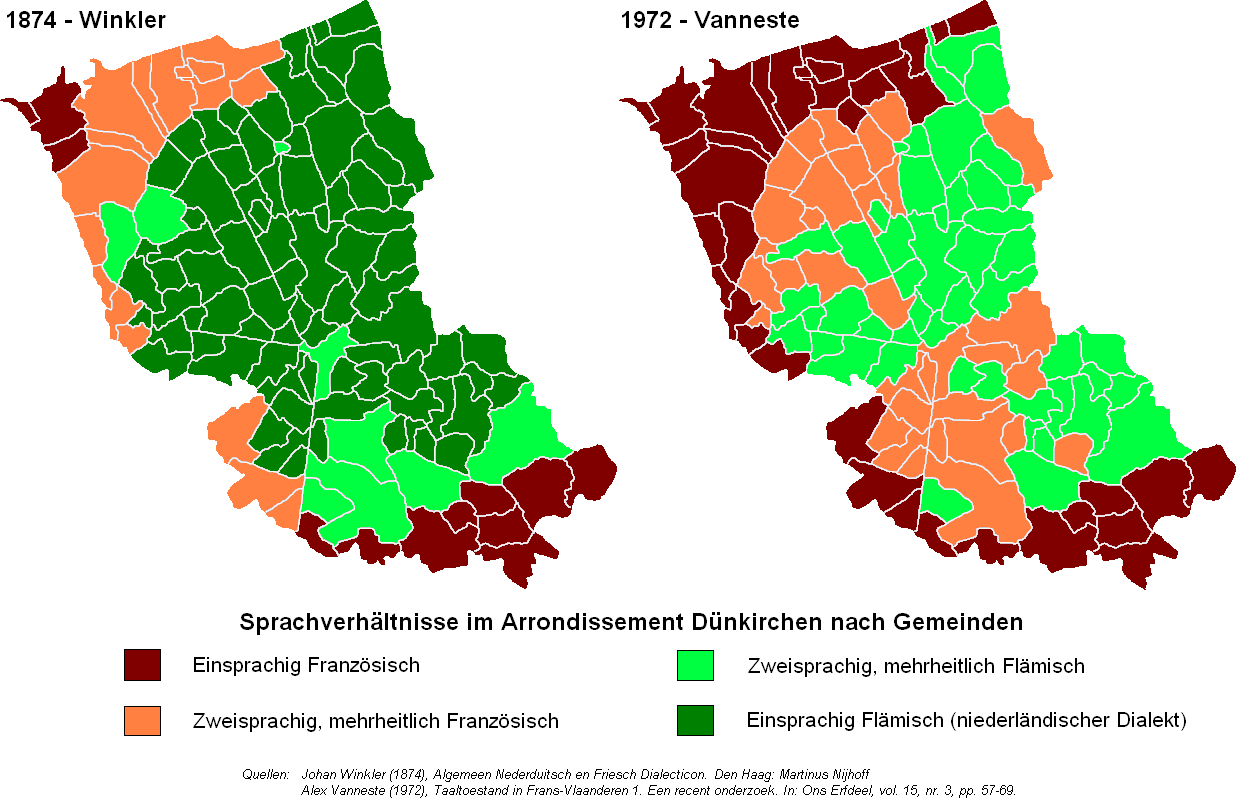
Flämisch im Arrondissement Dünkirchen nach Sprachforschungen, 1874 und 1972

Als Flamen werden die niederländischsprachigen Bewohner Flanderns bezeichnet, das zum größten Teil zu Belgien gehört. Französisch-Flandern (auch Südflandern genannt) war ein Teil der alten Grafschaft Flandern und ist seit 1713 französisches Territorium (Département Nord). Hauptort der Flamen in Frankreich ist Dunkerque (deutsch Dünkirchen, flämisch Duunkerke).
Die Sprachgrenze zwischen Flämisch und Französisch (einschließlich Picardisch) hat sich seit dem Mittelalter erheblich in nordöstlicher Richtung zu Ungunsten des Flämischen verschoben. Damals näherte sie sich Le Touquet.
Heute gibt es noch 130.000 Bewohner der Region, die den westflämischen Dialekt beherrschen. Sein Fortbestand ist dennoch bedroht. Seit einigen Jahren bestehen Grundschulen, die die niederländische Sprache als erste Fremdsprache, nicht jedoch das lokale Flämisch unterrichten.

## Katalanen

Wappen des Départements Pyrénées-Orientales

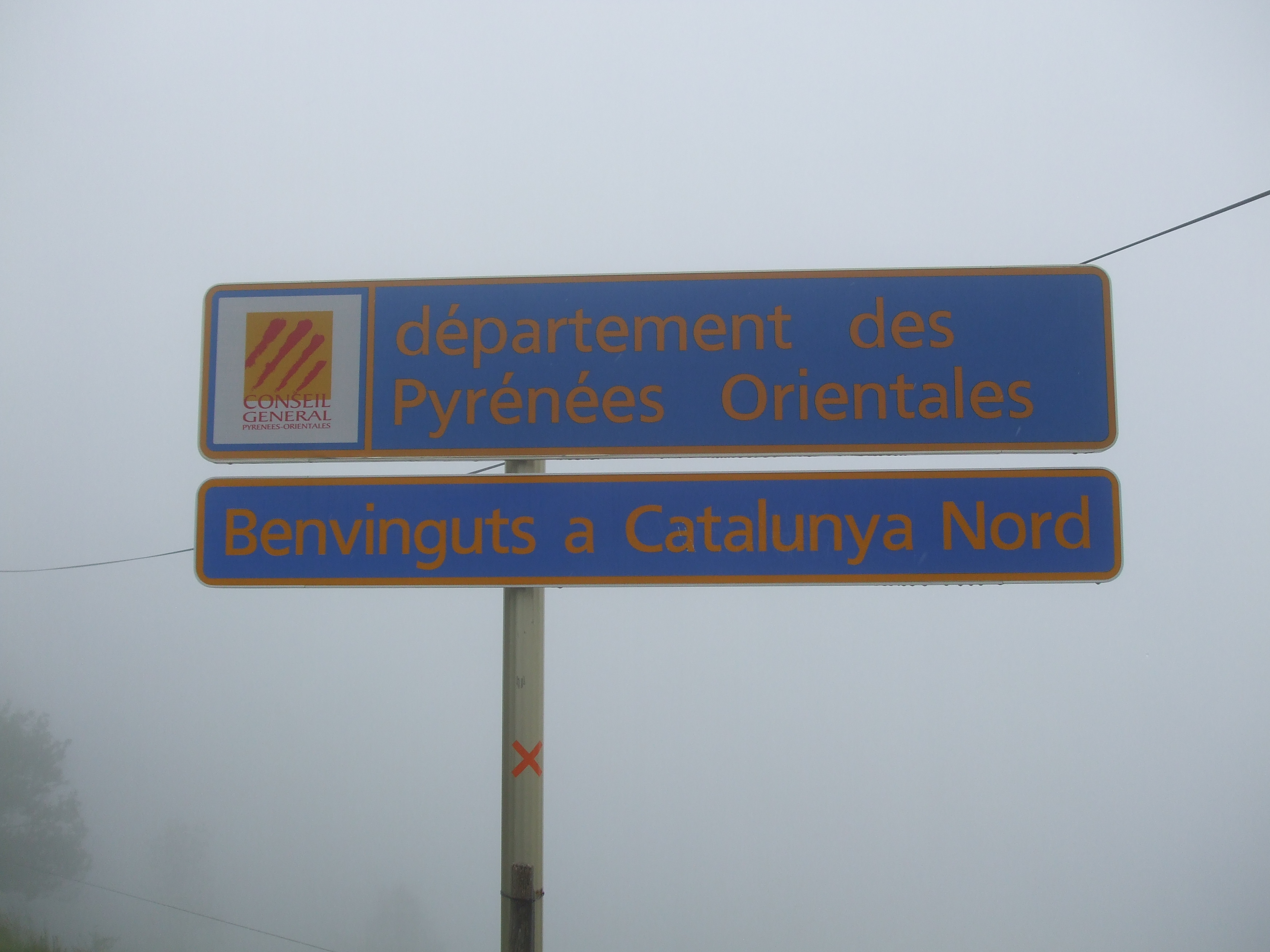
Willkommen in Nordkatalonien

Auf französischem Boden leben etwa 200.000 bis 300.000 Katalanen. Sie bevölkern das Département Pyrénées-Orientales (das seit 2007 auf Katalanisch offiziell auch als Nordkatalonien bezeichnet wird) und weitgehend der historischen Landschaft Roussillon entspricht. Im Jahr 1659 ist das Roussillon durch den Pyrenäenfrieden an Frankreich gefallen.
Die katalanische Sprache wurde inzwischen weitgehend vom Französischen verdrängt. Französisch ist alleinige Amtssprache. Katalanisch wird als Wahlfach an Schulen und der Universität unterrichtet und durch Privatinitiative zum Teil noch gepflegt. Auch werden katalanische Medien (Hörfunk und Fernsehen) aus Spanien genutzt.

## Korsen

Flagge der Region Corse

Die Korsen leben auf der Mittelmeerinsel Korsika.
Die Korsische Sprache ist eine romanische Sprache der italienisch-romanischen Gruppe und hat dazu Ähnlichkeiten mit der sardischen Sprache auf Sardinien und dem toskanischen Dialekt des Italienischen. Es werden etwa 100.000 Sprecher gezählt, die es zumindest als Zweitsprache sprechen.
Im 20. Jahrhundert kam es zu einer stetigen Einwanderung von Festlandfranzosen, und nach dem Algerienkrieg wurden viele vertriebene Pieds-noirs aus den ehemaligen Kolonien auf Korsika angesiedelt. Heute macht diese Gruppe etwa die Hälfte der Bevölkerung aus.
Gegenüber anderen Minderheiten in Frankreich ist der Wille nach Unabhängigkeit auf Korsika stärker ausgeprägt. So entstand hier die Untergrundorganisation Frontu di Liberazione Naziunalista Corsu (FLNC), die mit Bombenanschlägen und Morden die französische Regierung zur Anerkennung der korsischen Unabhängigkeit zu zwingen versucht. In den letzten Jahren gestand die Regierung immer mehr Autonomie zu, um im Gegenzug ein Ende der Gewalt zu erreichen. So besitzt die Insel gegenüber anderen Regionen Frankreichs einen Sonderstatus.
Trotzdem stimmten im Juli 2003 knapp 51 % der Korsen in einer Befragung gegen den Prozess von Matignon, durch den Korsika noch mehr Autonomie erhalten sollte. Obwohl das Referendum keinen politisch bindenden Charakter besaß, respektierte die französische Regierung das Votum und stoppte eine weitere Umsetzung des Vorhabens. Die Gründe für das Scheitern werden vor allem im Vorwurf gegen Lionel Jospin gesehen, er habe durch die Verhandlungen mit Vertretern der Unabhängigkeitsbewegung die von Teilen derselben ausgeübte Gewalt legitimiert. In den folgenden Jahren gewannen autonomistische und nationalistische Parteien deutlich an Zustimmung. Seit den Regionalwahlen im November 2015 stellen sie eine Mehrheit im Regionalparlament, der Assemblée de Corse, und bilden die Regierung der Insel.

## Okzitanier

Flagge Okzitaniens

Okzitanien wird das südliche Drittel Frankreichs genannt und umfasst die Landschaften Provence, Drôme-Vivarais, Auvergne, Limousin, Guyenne, Gascogne und Languedoc. Außerdem wird die Okzitanische Sprache in Randgebieten Italiens sowie innerhalb Kataloniens (Val d’Aran) gesprochen. In Val d’Aran ist die Sprache trotz geringer Sprecherzahl sogar eine offizielle Amtssprache.
In Okzitanien leben ca. 12 Millionen Menschen, noch schätzungsweise ein bis drei Millionen beherrschen die okzitanische Sprache. Okzitanisch (der Name ist vom okzitanischen Wort òc für 'ja' abgeleitet) ist wie das Französische eine galloromanische Sprache. Die beiden Sprachen unterscheiden sich in erster Linie darin, dass sich die Gallo-römische Kultur im Süden stärker ausgeprägt war als im Norden und der Norden später stärker von der Sprache der germanischen Franken beeinflusst wurde.
Mit der Vernichtung der Katharer begann die okzitanische Kultur zu verschwinden. Auch die Auswanderung der Waldenser im 18. Jh. trug dazu bei. Mit der Zentralisierungspolitik Ludwigs XIV. wurde auch die okzitanische Sprache aus der Verwaltung verdrängt; die staatlichen Schulen im 19./20. Jahrhundert taten ein Übriges, um den Sprachwechsel der Bevölkerung zum Französischen zu fördern. Darüber hinaus führten schließlich die nationalen Hörfunk- und Fernsehprogramme dazu, dass auch außerhalb des Schulunterrichts die französische Sprache im Alltag nahezu aller Südfranzosen präsent wurde.
Heute gewinnt die okzitanische Kultur wieder an Bedeutung. Okzitanisch wird in einigen Schulen, den Calandretas, parallel zum Französischen gelehrt; inzwischen ist es auch möglich, Okzitanisch als Abiturfach zu wählen. Außerdem sind Straßenschilder zum Teil zweisprachig ausgeführt, und einige Lokalradios senden auf Okzitanisch.

## Gens du voyage
Unter dem seit den 1970er-Jahren etablierten Oberbegriff gens du voyage („Fahrensleute“, „Reisende“), ursprünglich einer Bezeichnung für gewerblich reisende Schausteller und Zirkusleute im Unterschied zu aus Sicht der Obrigkeit ohne Beruf und ambulantes Gewerbe umherziehenden nomades, werden in der französischen Amtssprache mehrere Bevölkerungsgruppen unterschiedlicher ethnischer Herkunft und sozialer Lebensform zusammengefasst, die aus verwaltungstechnischer Sicht das Merkmal einer ehedem oder aktuell fahrenden Lebens- oder Wirtschaftsweise erfüllen:
- Tsiganes (Roma-Gruppen):
  - Manouches (auch Sinté, Sinti), die nach Frankreich zugewanderten Roma aus der Gruppe der seit dem späten Mittelalter im deutschsprachigen und niederländisch-flämischen Raum beheimateten Sinti
  - Gitans, Kale von der iberischen Halbinsel und aus Südfrankreich, auch heute weitgehend auf den Süden Frankreichs konzentriert
  - R(r)oms, ost- und mitteleuropäische, besonders aus Bulgarien und Rumänien stammende Roma, seit dem 19. Jahrhundert nach Frankreich zugewandert und dort besonders durch Gruppen der Kalderasch, Curara und Lovara vertreten
- Yéniches (auch Jenis, Jenischs, von rotwelsch „Jenische“, auch Barengre genannt nach der von Manouches gebrauchten distanzierenden Bezeichnung bareskro für „Jenischer“), aufgefasst als eine nicht den Roma zuzurechnende, aus den deutschsprachigen Ländern zugewanderte autochthone Gruppe[9] mit einer über mehrere Generationen oder auch schon seit dem Dreißigjährigen Krieg bis in die Zeit des Zweiten Weltkriegs nicht mehr ortsfesten Lebensform,[8] geschichtlich zugewandert besonders aus Rheinland-Pfalz und Hessen sowie dem Elsass und nordöstlichen Lothringen, heute mehrheitlich sesshaft vor allem in Elsass-Lothringen,[10] der Auvergne[11] und Savoyen.[12]
- Sonstige sozial deklassierte und nach Art der gens du voyage lebende Personen ohne ethnische Zugehörigkeit zu einer dieser Gruppen oder mit mehrfacher Zugehörigkeit, mit einem distanzierenden Ausdruck aus der Sprache der Roma oder Manouches (pirdo, „Reisender, Nicht-Rom“) auch Pardés genannt

Jüngere Erhebungen über die Zahl dieser gens du voyage und ihrer Untergruppen liegen nicht vor. Offizielle Verlautbarungen stützen sich stattdessen auf Zahlen, die 1960 und 1961 durch landesweite Zählungen der behördlichen Genehmigungen für Fahrende ermittelt, in der Folgezeit noch aktualisiert und auf die Zahl der tatsächlichen Mitglieder hochgerechnet wurden. Nach dem von Arsène Delamoin, dem zuständigen Beauftragten im Secrétariat général à l'intégration, zuerst 1990 dem Premierminister vorgelegten und 1992 mit Ergänzungen veröffentlichten Ergebnis war 1992 von rund 250.000 Fahrenden auszugehen, die sich folgendermaßen verteilten:
- ca. 70.000 ganzjährig Fahrende
- ca. 70.000 Halbsesshafte, die nur einen Teil des Jahres auf Fahrt gingen und ansonsten an einem festen Ort niedergelassen waren
- ca. 110.000 Sesshafte, die die fahrende Lebensweise dauerhaft aufgegeben hatten

Amtliche Veröffentlichungen und parlamentarische Dokumente aus den einschlägigen Gesetzgebungs- und Durchführungsvorhaben beziffern nicht konkret, wie groß nach den erhobenen Zahlen der Anteil der ethnischen Untergruppen an der Gesamtzahl der gens du voyage und an den Kategorien der „ganzjährig Fahrenden“, „Halbsesshaften“ und „Sesshaften“ angesetzt wird, sie betonen aber, dass die meisten von ihnen, mit Ausnahme der erst in jüngerer Zeit zugewanderten Roms, die französische Staatsbürgerschaft besitzen und heben gelegentlich hervor, dass die drei Roma-Gruppen (Tsiganes), unter denen die Manouches als die größte Untergruppe gelten, in ihrer Gesamtheit als die wichtigste und größte Gruppe der gens du voyage anzusehen seien. Speziell die Zahl der Rroms in Frankreich wurde von Louis Schweitzer, Präsident der Haute Autorité de lutte contre les discriminations et pour l’égalité, auch konkreter auf etwa 10.000 geschätzt. In der Literatur über die Yéniches wurde dagegen verschiedentlich deren Anteil als der zahlenmäßig größte eingeschätzt und ihre Zahl ohne Angabe von Quellen oder Berechnungsgrundlagen mit 100.000 angegeben.
Nachdem das „Nomadisieren“ erstmals 1966 für gesetzlich geduldet erklärt worden war und der Staatsrat es 1983 den Verwaltungen untersagt hatte, in ihren Verwaltungsbezirken dauerhafte und uneingeschränkte Aufenthaltsverbote gegen „Nomaden“ auszusprechen, wurden die französischen Départements und Kommunen seit 1986 durch seither noch mehrfach geänderte Verordnungen und Gesetze zunächst angehalten und dann schließlich verpflichtet, geeignete Areale für die dauerhafte Unterbringung von gens du voyage (aires permanentes d'acceuil) und für den vorübergehenden Aufenthalt größerer Gruppen (aires de grand passage) einzurichten, womit sich dann bei Erfüllung der Auflagen auch wieder die Zulassung von Aufenthaltsverboten außerhalb solcher Areale verband. Nach dem Stand der jüngsten Erhebung waren Ende 2009 insgesamt 840 (von geplanten 1.867) Areale mit 19.336 (von geplanten 41.596) Einzelplätzen für den dauerhaften Aufenthalt sowie 91 Aires de grand passage vorhanden. Trotz solcher Maßnahmen, teilweise auch gerade infolge der mit der Einrichtung und Lage solcher Areale verbundenen Isolierung, sind die gens du voyage in Frankreich weiterhin Einschränkungen ihres Aufenthaltsrechts unterworfen, die im Verein mit der in Europa allgemein verbreiteten gesellschaftlichen Diskriminierung solcher Gruppen zu deren Benachteiligung bei der Wahrnehmung ihrer Bürgerrechte und beim Zugang zu staatlichen Sozial- und Fürsorgeleistungen beitragen.
Unter den gruppenspezifischen Sprachen der verschiedenen Untergruppen spielen in Frankreich nur die Romanidialekte eine besondere Rolle, so die der Manouches und der Vlach-Roma, außerdem Misch- oder Para-Romani-Sprachen wie das Caló der Kalé auf der Grundlage von Französisch, Katalanisch oder Spanisch. Jenische werden demgegenüber nicht als eigene sprachliche Gruppe, sondern als Deutsche, Elsässer oder – wie auch viele Manouches – als frankophone Muttersprachler wahrgenommen. Ihre traditionelle deutsch basierte interne Gruppensprache, das Jenische, soll bei den heute in Frankreich lebenden Jenischen der jüngeren Generation weitgehend außer Gebrauch geraten sein.